# БКМ-420
БКМ-420, також БКМ-4200, АКСМ-4200 ЗА — новітній 12-метровий тролейбус сучасного дизайну та комфорту, що виробляється на Мінському заводі «Белкомунмаш» з літа 2008 року (проектувався ще раніше). Має чимало переваг та зручностей для пасажирів, низький рівень підлоги, клімат-контроль та сучасний дизайн.
Попри це, найголовніша перевага тролейбуса — спеціальні конденсаторні батареї для ходу поза контактними мережами з максимальною швидкістю у цьому режимі до 55 км/год та рухом протягом не менше ніж 5 кілометрів з (повним завантаженням). Тролейбус випускається з транзисторною системою управління. Також у тролейбуса наявна система глобального позиціонування (GPS-навігатор).
Станом на вересень 2018 року тролейбуси БКМ-420030 «Вітовт» експлуатуються у містах Росії: Бєлгород (20 машин), Калінінград (11), Тула (10) та Придністров'ї: Тирасполь (2 машини). Цей тролейбус з ряду Белкомунмаш не є єдиним з можливістю ходу поза контактної мережею, також є БКМ 33300ЗА, який має дизельно-генераторну установку (однак, звичайно, без коробки передач та усього іншого, це слугує для вироблення електроенергії, і на це витрачається досить багато пального). Крім цього, випускається і модифікація 33300ЗА (по 1 машині в Бобруйську і Кордові), БКМ-333 (також БКМ-33302 і БКМ-33304), на який може встановлюватися ДГУ.

## Загальний опис
Тролейбус БКМ-4200 має дуже незвичний та не надто характерний дизайн облаштування, як для тролейбусів — його витягнуті форми придають незвичності. Кузов тролейбуса вагонного компонування, одноланковий, має дуже незвичний та витягнутий передок та задок; кузов тримальний, інтегрований з рамою (рама є, однак інтегрована з готовим кузовом, на який і кріпляться усі агрегати та елементи). На передку розташовується по чотири фари з кожного боку, що розташовані одна над одною; передок сильно витягнутий та заокруглений. Через це, лобове скло тролейбуса невеликого розміру, склоочисники тролейбуса горизонтального типу, тришвидкісні є функція склоомивачів. По боках розташовано по 4 габаритні вогні та ще по 4 на даху тролейбуса. Задок тролейбуса також заокруглений, без чітких меж, на гору до тролеїв ведуть технічні сходинки. Штанги великого розміру (близько 5,8 метрів у довжину), і, якщо складаються, то виходять за габарити тролейбуса. Максимальне відхилення штанг від контактної мережі становить 4,7 метра. У тролейбуса панорамне лобове скло, безосколкове, обклеєне шаром пластику з обох боків, при ударі, скло залишається у масі і при тому не розсипається та не може завдати нікому травм. Тролейбус низькопідлоговий та двохдверний, двері тролейбуса — прижимного типу, відкриваються паралельно до кузова. Відкриваються за допомогою пневмопривода та мають систему протизащемлення для запобіганню травм пасажирів під час закриття дверей. Гальмівна система тролейбуса:
- робоча (звичайна, приведення у дію натиском на гальмо) — пневматична, двоконтурна;
- додаткова (коли вийшла з ладу робоча гальмівна система) — один з контурів гальмівної системи
- стоянкова (для утримання транспорту нерухомо на зупинці) — ручне гальмо, що діє на гальмівні механізми ведучого (заднього моста)
- допоміжна — електродинамічне гальмування тяговим електродвигуном;
- гальмівні механізми усіх осей — барабанного типу з кулачковим розжимом гальмівних колодок;
- гальмівні системи: ABS, ASR.

Передня підвіска пневматична, залежна, з двома пневмоамортизаторами; задня теж пневматична, залежна, проте з чотирма амортизаторами (як для чотирьох задніх коліс, формула 4×2). Мости тролейбуса виготовлені німецько фірмою ZF (або угорською фірмою RABA, ведучий міст задній, портального типу), система управління — транзисторна, двигун тролейбуса виготовлений фірмою «Skoda Electric a.s».
Салон тролейбуса зроблено з підвищеним комфортом перевезення для будь-яких груп пасажирів; низькопідлоговий тролейбус розрахований на 29 сидячих місць (крім цього, є і 6 відкидних) та 85 стоячих (разом — 115 місць). У салоні діє потужний автоматичний кондиціонер, тому обдувні люки тролейбусові не потрібні; проте на стелі тролейбуса розміщені додаткові кондиційні установки для примусового обдуву. Тролейбус розрахований на перевезення людей з обмеженими можливостями руху, на середньому майданчику виділено два місця для інвалідних візків та кнопки виклику до водія у разі негараздів. По салону розміщено 6 гучномовців, по яких об'являються назви зупинок. Вікна безпечні (безосколкові) та тоновані; від самої установки їх на тролейбус та максимально захищають від сонця. Кермо зроблене з гідропідсилювачем ZF Servocom, для водія зроблено спеціальну кватирку, вбудовану посередині лівого бокового скла. На тролейбус встановлено систему ABS (зменшення гальмівного шляху) i ASR (проти буксування, прокрутки та ковзання на вологій поверхні). У салоні кватирки непотрібні — адже є система клімат-контролю. М'яка пневматична підвіска забезпечує мінімальну тряску під час руху на великій швидкості. На тролейбус зразу з побудовою встановлено 2 цифрові табло-маршутовкажчики. Тролейбус має здатність об'їжджати пробки та затори, знімаючи тролеї з мереж. Тролейбус без мережі здатен проїхати до 5 км без них при повному завантаженні і близько 8 з пустим салоном. Тролейбус використовує чеський двигун Skoda (потужністю 185 кіловат), двигуни цього ж виробництва (але інші типи) ставляться на польські тролейбуси Solaris Trollino 12, Solaris Trollino 15, Solaris Trollino 18.

## Переваги
Сучасний тролейбус представляє широкий ряд переваг конструкції, салону та, власне, самої техніки:
- низька підлога та висуваючийся пандус для маломобільних громадян міст
- сучасний дизайн;
- загальне кондиціонування салону (клімат-контроль)
- безосколкове лобове скло та бокові склопакети
- тоновані бокові вікна;
- зручність перевезень для пасажирів;
- електронні табло-рейсовказівники
- інформування водія про стан частин тролейбус;
- система діагностування поламок;
- кнілінг кузова тролейбуса (система присідання рівня підлоги на декілька сантиметрів)
- довговічність конструкції, строк служби більше 10 років
- обшивка сталевими листами, облицьовка цинком; що запобігає з роками деградації кузова
- система глобального позиціонування (GPS)
- пандус для в'їзду інвалідних візків (розкладається механічно);
- забезпечення максимальної електробезпеки для пасажирів
- можливість їзди на автономних накопичувачах зі знятими тролеями до 5 кілометрів з повним завантаженням та транспортною швидкістю до 55 км/год.
- відкидні сидіння.

## Фотографії

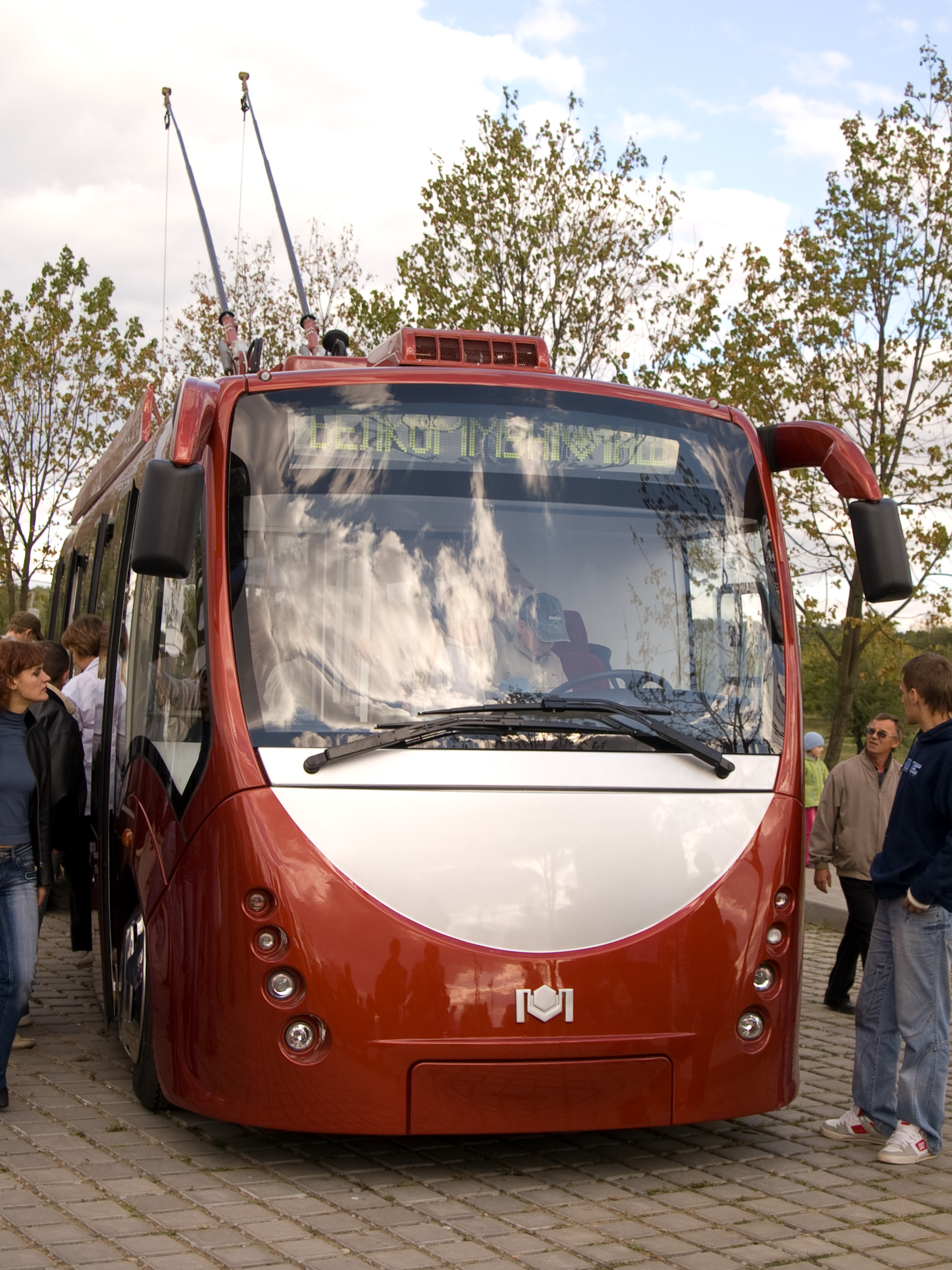
тролейбус спереду...
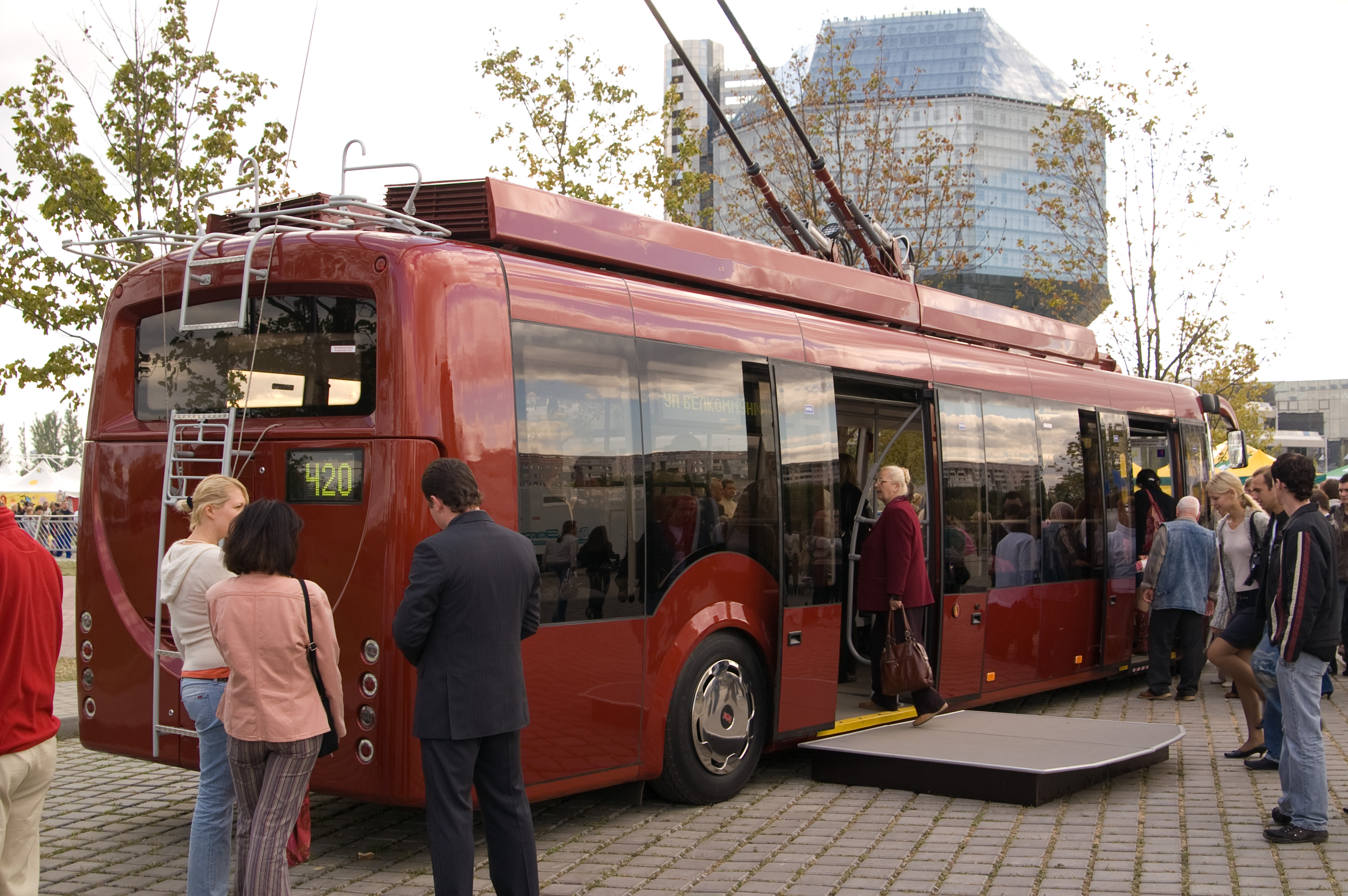
...збоку...
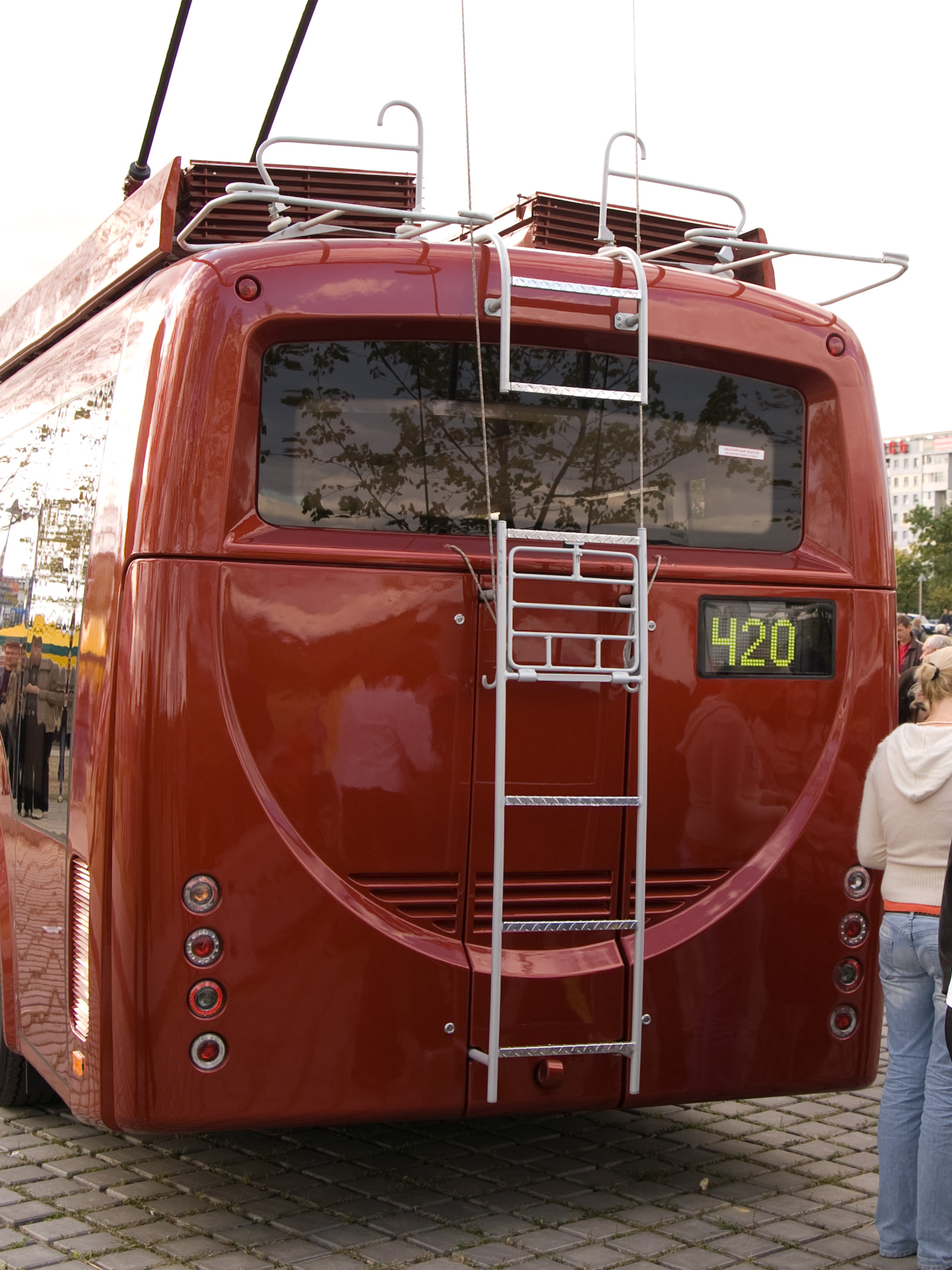
... і ззаду

## Технічні характеристики
| Повні технічні характеристики моделі БКМ 4200                                                   |                                          |
| Загальні дані                                                                                   |                                          |
| Клас                                                                                            | тролейбус                                |
| Призначення                                                                                     | міський                                  |
| Роки випуску                                                                                    | з 2008                                   |
| Проект, р                                                                                       | 20 червня 2008                           |
| Екземпляри на 2009 рік, шт                                                                      | не менше 50                              |
| Конструкція                                                                                     |                                          |
| Довжина, мм                                                                                     | 11790                                    |
| Ширина, мм                                                                                      | 2500                                     |
| Висота, мм                                                                                      | 2862                                     |
| Колісна база, мм                                                                                | 8085                                     |
| Тип кузова                                                                                      | Зварний, несущий, вагонного компонування |
| Колісна формула                                                                                 | 4×2                                      |
| Двері                                                                                           | 2 штуки, двосторчасті                    |
| Передня підвіска                                                                                | пневматична, залежна, з 2 амортизаторами |
| Задня підвіска                                                                                  | пневматична, залежна, з 4 амортизаторами |
| Ведучий міст, марка                                                                             | RABA або ZF                              |
| Тип ведучого моста, тип                                                                         | портальний                               |
| Розташування двигуна                                                                            | за задньою віссю                         |
| Споряджена маса, кг                                                                             | 12600                                    |
| Повна маса, кг                                                                                  | 18000                                    |
| Навантаження на передню вісь, кг                                                                | 7000                                     |
| Навантаження на задю вісь, кг                                                                   | 11000                                    |
| Колія передніх коліс, мм                                                                        | 2096                                     |
| Колія задніх коліс, мм                                                                          | 1898                                     |
| Шини                                                                                            |                                          |
| Розмірність                                                                                     | 11/70 R22,5                              |
| Індекс навантаження                                                                             | 149/145                                  |
| Середній тиск у шинах, МПа                                                                      | 1.8                                      |
| Швидкісна категорія                                                                             | J                                        |
| Салон                                                                                           |                                          |
| Сидячих місць, шт                                                                               | 29—30                                    |
| Відкидних крісел, шт                                                                            | 6                                        |
| Середнє завантаження салону, чол                                                                | 78                                       |
| Загальна пасажиромісткість, чол                                                                 | 115                                      |
| Рульове керування                                                                               | ZF з гідропідсилювачем                   |
| Рульовий механізм                                                                               | ZF 8098 Servocom                         |
| Додаткові можливості                                                                            | Описано детально вище                    |
| Двигун                                                                                          |                                          |
| Тип                                                                                             | тяговий електродвигун, 1 шт              |
| Назва двигуна                                                                                   | SKODA ML 3550                            |
| Система живлення силового ланцюга, Вольт                                                        | 550                                      |
| Система живлення споживачів змінного струму, Вольт                                              | 380                                      |
| Система живлення бортової мережі (робоча напруга у кабіні), Вольт                               | 28                                       |
| Потужність, кВт                                                                                 | 185                                      |
| Обертальний момент, Нм                                                                          | 1400                                     |
| Обертальний момент при частоті обертання 0.1 хв                                                 | 1272                                     |
| Шлях подолання тролейбусом з автономним приводом, не менше ніж, км                              | 5                                        |
| Швидкісні характеристики                                                                        |                                          |
| Максимальна постійна швидкість при повному завантаженні на горизональній ділянці траси, км/год, | 65                                       |
| Маскимальна швидкість у режимі автономного ходу, км/год                                         | 55                                       |
| Розгін 0—50 км/год при повному завантаженні за, не більш ніж, с                                 | 15                                       |